# 田倉埼灯台
田倉埼灯台（たくらざきとうだい）は、和歌山県和歌山市加太の田倉崎に建つ白亜の小型灯台である。田倉埼北方照射灯が併設している。

## 概要
現地名は「田倉崎」だが、海上保安庁の航路標識の名称付与に関する基準（陸上に設置する場合、名称には設置場所の海図に記載されている地名を充てる。その海図では、海洋に突き出した陸地突端部の名称としてはおおむね「埼」を用いる）に基づき「田倉埼灯台」と表記される。

### 沿革
- 1956年（昭和31年）2月4日 - 初点灯
- 1982年（昭和57年） - 改築

## 交通
- 南海加太線加太駅から3キロメートル。